# 公共政策大学院
公共政策大学院（こうきょうせいさくだいがくいん）とは、公共政策の立案に関わることのできる高度専門職業人の育成を専門とした大学院。
日本においては大学院研究科として創設されているところや、専門職大学院として創設されているところなど、形態としては様々である。公共政策大学院で取得できる学位としては、修士（公共政策学）や修士（政治学）のほか、専門職学位として公共政策学修士（専門職）、公共政策修士（専門職）、公共法政策修士（専門職）、公共経営修士（専門職）などがある。

## 概要
個々の大学院によりカリキュラムは異なるが、一般的には、公共政策分野ばかりではなく、政治行政一般、法律、リーダーシップ、交渉術、ジャーナリズム、経済財政分野などでスキルを積むことになる。修了者の進路としては、政治家、行政官、民間企業、マスメディア、NPO、国際機関などが想定され、修了者の政策立案能力をはじめ身に着けたスキルを如何に活用するかが、当面の課題である。
アメリカでは政権交代にともなって閣僚だけではなく幹部級の多くの官僚も交代するが、公共政策に限らず大学・大学院の教職がその人材供給源、並びに人材吸収源のひとつとなっている。
なお、愛知政治大学院のように大学院を名乗り、学長等の職位を設けて受講生を募集する政治塾などがあるが、それらは学校教育法に規定される大学院や独立行政法人大学改革支援・学位授与機構が認定する教育施設ではなく、学位は得られない。また、同法第135条では、「専修学校、各種学校その他第1条に掲げるもの以外の教育施設は、同条に掲げる学校の名称又は大学院の名称を用いてはならない」としており、第146条では「（この）第135条の規定に違反した者は、十万円以下の罰金に処する」としている。

## 各国の公共政策大学院

### 日本国
2003年に専門職大学院制度が施行されると、同年早稲田大学大学院公共経営研究科、2004年には東京大学大学院公共政策学連携研究部・公共政策学教育部、東北大学大学院法学研究科公共法政策専攻が設置された。2005年度には一橋大学大学院国際・公共政策教育部や北海道大学大学院公共政策学連携研究部・公共政策学教育部が、2006年度には京都大学大学院公共政策連携研究部・公共政策教育部がそれぞれ設置された。2007年度には、明治大学公共政策大学院ガバナンス研究科が専門職大学院へ移行した。
- 東京大学公共政策大学院
- 京都大学公共政策大学院
- 一橋大学国際・公共政策大学院
- 東北大学公共政策大学院
- 北海道大学公共政策大学院
- 早稲田大学政治学研究科公共経営専攻（2020年に学生募集停止し政治学専攻と統合）
- 明治大学大学院ガバナンス研究科
- 大阪大学大学院国際公共政策研究科
- 政策研究大学院大学
- 法政大学大学院公共政策研究科
- 中央大学大学院公共政策研究科
- 立教大学大学院21世紀社会デザイン研究科
- 慶應義塾大学大学院政策・メディア研究科
- 慶應義塾大学大学院法学研究科公共政策専修コース
- 関西大学大学院ガバナンス研究科

### 米国
米国で教育と品質の専門的基準を満たしている公共政策学校は、公共政策行政管理学校ネットワーク （NASPAA）の認定を受けている  US NEWS 2023の公共政策プログラムランキングによると、１位インディアナ大学ブルーミントン校、シラキュース大学、３位ハーバード大学、４位カリフォルニア大学バークレー校、ミシガン大学アナーバー校　となっている。
米国の公共政策学校は各校政策分析に異なる方法で取り組んでいる。シカゴ大学ハリス・スクール・オブ・パブリック・ポリシーではシカゴ大学の方針により定量的および経済的なアプローチを持ち、ハインツ・カレッジ（カーネギー・メロン）は計算を駆使しながら、技術主導の方法を、ケネディ・スクール（ハーバード大学）はより政治的な科学とリーダーシップに基づくアプローチをとる。インディアナ大学公衆環境問題学部は、環境科学および非営利団体の管理に利用可能な学際的な集中力で伝統的な公共政策訓練を提供している。さらに、イリノイ大学シカゴ校では政策立案における意思決定の段階（例： アジェンダ設定 ）、および枠組み効果の重要性と政策形成における認知限界を強調する公共政策訓練を提供している。
（**は公立）
- ハーバード大学ケネディ・スクール（HKS）
- コロンビア大学国際公共政策大学院（SIPA）
- プリンストン大学国際公共政策大学院（SPIA）：旧ウッドロー・ウィルソンスクール(WWS)
- ジョンズ・ホプキンズ大学ポール・H・ニッツェ高等国際関係大学院（SAIS）
- ジョージタウン大学エドムンド・A・ウォルシュ外交政策大学院（SFS）およびマックコート公共政策大学院（MSPP）
- ジョージ・ワシントン大学 トラクテンバーグ公共政策行政学部（TSPPPA）
- シラキュース大学 マックスウェル行政大学院（Maxwell School）
- ニューヨーク大学 ワーグナー公共サービス大学院（NYU Wagner）
- ワシントン大学 (ワシントン州)エバンズ公共政策大学院（Daniel J. Evans School of Public Affairs）**
- シカゴ大学ハリス公共政策大学院（UChicago Harris)
- アメリカン大学公共政策大学院（SPA）およびアメリカン大学国際サービス大学院（SIS）
- スタンフォード大学 フォード・ドーシー国際政策大学院（MIP）
- カリフォルニア大学バークレー校 ゴールドマン公共政策大学院（GSPP）**
- ピッツバーグ大学大学院国際広報研究科 **
- デューク大学 サンフォード公共政策大学院（Duke Sanford）
- ミシガン大学ジェラルドR.フォード公共政策大学院（Ford School）**
- コーネル大学公共政策大学院（CIPA）
- カリフォルニア大学ロサンゼルス校（UCLA）ラスキン公共政策大学院（UCLA Luskin）**
- インディアナ大学ブルーミントン校（SPEA）**
- カーネギーメロン大学 情報システム公共政策大学院（ハインツ・カレッジ）
- テキサス大学オースティン校 リンドンB.ジョンソン公共政策大学院（LBJ School）**
- 南カリフォルニア大学（USC）公共政策大学院（School of Policy, Planning, and Development）
- ウィスコンシン大学マディソン校 ロバートM.ラフォレット公共政策学部 **
- ミネソタ大学H.H.ハンフリー公共政策大学院（H.H. Humphrey Institute of Public Affairs） **
- ジョージア工科大学 イヴァンアレン教養学部 **
- メリーランド大学カレッジパーク校 公共政策学部 **
- ジョージ・メイソン大学公共政策学部 **
- ニューヨーク州立大学オールバニ校ロックフェラー大学公共政策学校 **
- テキサスA&M大学 ブッシュスクールオブスクールアンドパブリックサービス **
- バージニア大学 フランクバテンリーダーシップ大学院 **
- カリフォルニア大学サンディエゴ校 **
- カリフォルニア大学リバーサイド校 公共政策大学院 **
- マサチューセッツ大学アマースト校 公共政策学部 **
- アーカンソー大学 クリントンスクールオブパブリックサービススクール **
- ウィリアム・アンド・メアリー大学トーマス・ジェファーソン公共政策大学院 **
- マイアミ大学の行政管理プログラム（UMPA）[4]
- ジョージア大学国際公共政策大学院 **
- ジョージア州立大学 アンドリューヤング政策大学院 **
- クリーブランド州立大学 マキシングッドマンレヴィン都市問題学校 **[5]
- オハイオ州立大学 ジョングレン公共政策学部 **
- ラトガース大学 エドワード・J・ブルステイン計画・公共政策学部 **
- オレゴン州立大学 公共政策大学院 **
- ケンタッキー大学 マーティン公共政策・行政学部 **
- ミドルベリー大学 モントレー国際学院
- バージニア工科大学 行政管理政策センター **
- リバティ大学 ヘルムズスクールオブスクール
- ペパーダイン大学公共政策学部
- ランド研究所政策大学院 (Frederick S. Pardee RAND Graduate School)

### 欧州
ヨーロッパでは、ルイススクールオブスクールなど政治的な研究をメインに行うフランスの研究所であっても、経済学、新公共経営、および政策分析を組み合わせた公共政策への学際的なアプローチをし、パリ政治学院は政治的、組織的社会学、世界の安全保障とこれらの中核となる要素を補完する経済学、およびそれらを牽引するリーダー育成研究を主な研究内容としている。
欧州委員会を通じてエラスムス・ムンドゥスプログラムは公共政策におけるエラスムス・ムンドゥス修士プログラムに資金を提供する 2007年以来、このプログラムはEurorpeの4つの主要な政策志向の学校結集： バルセロナ国際研究所IBEI （スペイン）、中央ヨーロッパ大学 （ハンガリー）を、エラスムス大学ロッテルダム 国際社会研究所 （オランダ）およびヨーク大学政治学部（イギリス）である。

#### 英国
- オックスフォード大学ブラバトニク行政スクール（Blavatnik School）[7]
- ケンブリッジ大学政治・国際関係学部（POLIS：MPhil in Public Policy）[8]
- ロンドン・スクール・オブ・エコノミクス（LSE）行政学科
- ユニヴァーシティ・カレッジ・ロンドン（UCL）公共政策学部
- キングス・カレッジ・ロンドン（KCL）社会科学部公共政策科
- ブリストル大学政策学部
- ダラム大学政府及び国際問題学部
- エジンバラ大学行政学院政府アカデミー大学院
- ロンドン大学（UOL）東洋アフリカ研究学院（SOAS）財務管理研究センター
- ウォーリック大学政治国際学科
- ストラスクライド大学公共政策大学院
- ヨーク大学政治学部

#### ドイツ
- ヘルティスクールオブガバナンス、ベルリン
- ウィリーブラントスクールパブリックスクール、エアフルト
- ドイツ行政科学大学、シュパイアー
- NRWスクールオブガバナンス、デュースブルク
- バイエルン公共政策大学院 （ミュンヘン政治学院）、ミュンヘン
- ツェッペリン大学 政治学、国際政治学

#### イタリア
- グイド・カルリ社会科学国際自由大学
- ローマ・ルイス・スクール・オブ・ガバメント

#### チェコ共和国
- プラハ・チャールズ大学公共社会政策学科

#### ハンガリー
- ブダペストコルヴィナス大学（公共政策・管理学科EAPAA認定）

#### オランダ
- ライデン大学行政学部
- マーストリヒト大学および国連大学 マーストリヒト大学院 マーストリヒトガバナンス大学院
- エラスムス大学ロッテルダム 国際社会研究所

#### ロシア
- ロシア連邦大統領下ロシア国家行政行政学院

### アジア

#### 台灣
- 国立台湾大学公共事務研究所
- 国立政治大学公共行政学系
- 国立台北大学公共行政・政策学系

#### カザフスタン
- ナザルバエフ大学公共政策大学院

#### ネパール
- 中央管理局（CDPA）
- トリブバン大学行政キャンパス（PAC）
- マヘンドラモランマルチプルキャンパス（MMC）

#### フィリピン
- アテネオ・デ・マニラ大学政府のアテネオ・スクール
- フィリピン大学ディリマン校行政とガバナンススクール
- フィリピン工科大学経済、金融、政治大学

#### カタール
- ハマドビンカリファ大学カタールイスラム学部イスラーム公共政策学科

#### シンガポール
- シンガポール国立大学 リークアンユー公共政策大学院（NUS-LKY）
- 南洋理工大学S.ラジャラトナム国際研究院（NTU-RSIS）

#### タイ
- チェンマイ大学公共政策学部

#### ブルネイ・ダルサラーム国
- ブルネイ大学ダルサラーム校 政策研究所

#### 中国
- 清華大学公共管理学院
- 北京大学政府管理学院

#### インド
ハイデラバードのタタ社会科学研究所は、ハイデラバードキャンパスで公共政策とガバナンスの修士号を発表。バンガロールの国立ロースクールは、開発と公共政策の間のインターフェースとして法に特に焦点を当てながら、2014年にインドの一流教員とのMPPプログラムを開始。インド経営大学院が提供する公共政策管理コースの大学院課程は、健康政策や環境政策などの特定の政策分野に特に重点を置いた学際的なコースであり、経済的かつ定量的なアプローチを開発した。
インドのビジネススクール、ハイデラバード＆モハリは、世界有数の公共政策学校であるフレッチャー法科大学院とタフツ大学の外交官との協議の中で、行政学修士レベルの公共政策管理プログラム（MPPP）を開始。農村管理アナンド研究所には公共政策とガバナンスに特化したセンターがある。公共政策と地方分権化、公共政策分析、公共システム管理などのコースを提供。同研究所は開発コンサルティングに積極的に取り組んでいる。マハトマ・ガンジー大学国際関係政治学部が最初に学際的な公共政策とガバナンスの修士号を提供。
インドのジンダル政府公共政策大学院は、発展途上国およびBRICS諸国における政策決定過程に焦点を当てた公共政策に関する学際的訓練を提供。長年公共政策の学期別卒業証明書を提供しているインドタクシャシラ協会では、インドの学問としての公共政策の開発だけでなく、作業の専門家への公共政策の教育にアクセスすることに焦点を当ててきた。経営開発研究所（GurugramのManagement Development Institute、MDI）は公務員のためのPublic Policy Program とPublic Policy and Governanceの博士プログラムを提供している。FMS-WISDOM、バナスタリ・ヴィダヤピス （Banasthali Vidyapith）は、公共政策とCSR、政治学と行政の修士号を専門とするMBAを提供している。
- インドビジネススクール、ハイデラバード
- ニューデリーインド行政学院
- インド経営研究所アフマダーバード
- インド経営研究所バンガロール
- インド・カルカッタ経営研究所
- MDIグルガオン公共政策・ガバナンス学部
- インド大学国立法科大学院、バンガロール
- ハイデラバードタタ社会科学研究所公共政策・ガバナンス学部
- ジンダル政府公共政策大学院、ソニパット、ハリヤーナ州
- TERI大学、ニューデリー
- タクシャシラ協会公共政策学校（独立シンクタンク）
- アーメダバード CEPT大学企画学部
- ラジャスタン中央大学、公共政策学科、法とガバナンス
- ジャンム中央大学公共政策行政学科
- スリスリ大学、グッドガバナンスおよび公共政策学科、Cuttack、Odisha
- FMS-WISDOM、バナスタリ・ヴィダピス、ラージャスターン州
- インド公共政策大学院

### 北米

#### カナダ
- トロント大学ミンクグローバル問題公共政策大学院
- マギル大学マックスベル公共政策大学院
- ブリティッシュコロンビア大学公共政策・グローバル問題学部[12]
- モントリオール大学政治学部
- ウォータールー大学とウィルフリッドローリエ大学の共同イニシアチブ・バルシリー国際問題学部
- カルガリー大学 公共政策学部
- オンタリオ州クイーンズ大学政策学部
- オタワ大学公共政策および国際問題に関する研究科
- ダルハウジー大学行政学部
- サイモンフレイザー大学公共政策学部
- ラヴァル大学政治学科、広報学修士
- ビクトリア大学行政学部
- オンタリオ州ヨーク大学のグレンドン公共および国際問題学部
- サスカチュワン大学およびレジーナ大学のジョンソン・ショーヤマ公共政策大学院
- コンコルディア大学 公共政策行政学修士（MPPPA）
- カールトン大学公共政策・行政学部
- ケベック大学州立行政学院
- ライアソン大学公共政策行政学修士号

### 中南米

#### メキシコ
- メキシコシティ、経済教育研究センター行政課
- メキシコ自治工科大学
- メキシコ国立大学国際研究センター
- メキシコ国立自治大学大学院
- メキシコシティ行政研究所、メキシコシティ
- モンテレイ工科大学 モンテレー、メキシコキャンパスの公共および公共改革学校
- イベロアメリカーナ大学の社会科学政治学科
- メキシコ自治大学、UACM、Colegio de de Ciencias SocialesとHumanidades（CienciasPolíticaとAdministrators Urbana）。
- カリフォルニア大学オートノーマデシナロア校、FACULTAD DE ESTUDIOS、国際協会YPOLÍTICASPÚBLICAS

#### ブラジル
- サンパウロ、FGV-EAESP
- FGV-EBAPE、リオデジャネイロ
- パウロネベスデカルバリョ公立学校、ベロオリゾンテ

### オセアニア

#### オーストラリア
- オーストラリア国立大学 クロフォード公共政策 大学院
- オーストラリアおよびニュージーランド政府学校
- タスマニア大学

### アフリカ

#### エジプト
- カイロ・アメリカン大学のグローバル総務部

#### 南アフリカ
- 西ケープ大学大学院 [13]

### 中東

#### イスラエル
- ヘブライ大学エルサレム大学フェダーマン公共政策大学院

#### アラブ首長国連邦
- ドバイ・スクール・オブ・ガバメント、ドバイ